# Europäisches Olympisches Winter-Jugendfestival 2025/Skilanglauf
Beim Europäischen Olympischen Winter-Jugendfestival 2025 wurden fünf Wettbewerbe im Skilanglauf ausgetragen. Ausgetragen wurden die Wettkämpfe im Bakuriani Biathlon-Cross Country Stadium.

## Bilanz

### Medaillenspiegel
| Platz  | Land       | Gold | Silber | Bronze | Gesamt |
| ------ | ---------- | ---- | ------ | ------ | ------ |
| 1      | Italien    | 4    | 1      | –      | 5      |
| 2      | Frankreich | 1    | 2      | 3      | 6      |
| 3      | Schweden   | 1    | 1      | –      | 2      |
| 4      | Schweiz    | 1    | –      | 2      | 3      |
| 5      | Finnland   | –    | 2      | 1      | 3      |
| 6      | Tschechien | –    | 1      | –      | 1      |
| 7      | Estland    | –    | –      | 1      | 1      |
| Gesamt | Gesamt     | 7    | 7      | 7      | 21     |

### Medaillengewinner
| Disziplin        | Gold                                                                 | Silber                                                                      | Bronze                                                          |
| ---------------- | -------------------------------------------------------------------- | --------------------------------------------------------------------------- | --------------------------------------------------------------- |
| Jungen           |                                                                      |                                                                             |                                                                 |
| Sprint Freistil  | Daniel Pedranzini                                                    | Luca Pietroboni                                                             | Kalle Tossavainen                                               |
| 7,5 km klassisch | Daniel Pedranzini                                                    | Topias Vuorela                                                              | Victor Lafrasse                                                 |
| 10 km Freistil   | Daniel Pedranzini                                                    | Topias Vuorela                                                              | Gaspard Cottaz                                                  |
| Mädchen          |                                                                      |                                                                             |                                                                 |
| Sprint Freistil  | Nina Cantieni                                                        | Eliska Polonska                                                             | Gerda Kivil                                                     |
| 5 km klassisch   | Malva Nisen                                                          | Gaetane Breniaux                                                            | Nina Cantieni                                                   |
| 7,5 km Freistil  | Gaetane Breniaux                                                     | Malva Nisen                                                                 | Anouchka Neuville                                               |
| Mixed            |                                                                      |                                                                             |                                                                 |
| 4 × 5 km Staffel | ItalienAlice Leoni Luca Pietroboni Vanessa Cagnati Daniel Pedranzini | FrankreichGaetane Breniaux Victor Lafrasse Anouchka Neuville Gaspard Cottaz | SchweizNina Cantieni Victor Gailland Lina Bundi Jon Arvid Flury |